# Ираклион
Ираклион или Хераклион или Ираклио (грч. Ηράκλειο, итал. Candia) је главни град истоименог округа Ираклион у оквиру периферије Крит. То је највећи град јужне Грчке и њеног највећег и најзначајнијег острва Крита.

## Положај
Ираклион се сместио на северној обали Крита, на Егејском мору. Подручје града спада у низијска за веома брдовити Крит и представља најпогоднији део острва за живот.

## Историја
У близини данашњег Ираклиона налазе се остаци палате у Кнососу, једног од главних средишта Минојске цивилизације, која се овде развијала у 2. миленијуму пре нове ере. Ови остаци данас представљају прворазредно археолошко налазиште. Сматра се да је данашњи Ираклион у ово време био лука дате палате, али истраживања нису вршена.
Град на данашњем месту настао је 824. године од стране Сарацена, који су били протерани из тадашње маварске Андалузије. Они су заузели Крит и основали град са намером да буде једно од њихових упоришта. Због тога су од града направили утврђење окружено јарком. Сарацени из градске луке помагали гусарење у околним водама, нарочито против Византије. Због тога, византијска војска под управом Нићифора Фоке предузела је противкораке и 961. године заузела сараценски град и разрушила га. Ускоро се увидео значај његовог положаја, па је град поново изграђен под називом
Хандакс (Chandax). Он ће бити у византијским рукама следеће 243. године.
1204. године дошло је крсташког заузимања Цариграда и већег дела Византије. Острво Крит запосела је Млетачка република са намером да се на њему добро утврди. Млеци су започели изградњу огромне тврђаве са одбрамбеним кулама, дугим јарковима и зидинама дебелим и до 40 m. У оквиру трвђаве саграђен је и пристан. Град Хандакс мења име у „проиталијанско“ Кандија, које ће се очувати све до данашњих дана. Кандија постаје седиште млетачког Војводе од Кандије, надлежног за власт на Криту, а град се почиње развијати досељавање млетачког становништва, па ово мешање месне грчке културе са италијанском касније дати тзв. "Критску ренесансу".
Кандијским ратом (1645-69.) град је после 22годишње опсаде припао Османском царству. Турци су задржали млетачки назив града и чак га проширили на цело острво. Међутим, град је постепено почео пропадати због загушивања луке муљем, па је средиште живота на Криту премештено у други по величини град Канију.

1897. године основана је република Крит, полузависна од Османског царства и под надзором Грчке. У стварности острво је било под управом Великих сила. ова " политичка творевина“ коначно је припала Грчкој 1913. године. Тада је и град Кандија преименован у Ираклион, постајући привредно и управно средиште острва Крита.

## Саобраћај
Ираклион, као један од највећих градова у Грчкој, има развијен градски и међуградски превоз.
Град има значајну луку, која град повезује са околним острвима попут Родоса, Санторинија, али и са Израелом и Египтом.
Друмски саобраћај је развијен и Ираклион је једно од места на европском коридору Е75. Овај коридор пролази кроз све значајне градове на Криту.
Град поседује и Међународни аеродром „Никос Казанцакис“, који се налази 5 km источно од града. То је трећи аеродром у држави по промету, највише захваљујући бројним туристичким одредиштима на Криту и у околини. Главна потешкоћа у вези са аеродромом је његова близина граду, због чега се у граду често чује бука од авиона.

## Становништво
| 1991.   | 2001.   | 2011.   |
| ------- | ------- | ------- |
| 115.270 | 130.914 | 140.730 |

## Градске занимљивости
- Палата у Кнососу - Античке ископине удаљена свега 5 km јужно од града.
- Млетачка тврђава - званичан назив је Rocca al Mare, али је чешћи Кулес (грчки: Κούλες). То је највећи историјски споменик у граду, грађен још од 13. в.
- Православна катедрала св. Мине
- Православна црква св. Титуса
- Православна црква св. Екатарине Синајске
- Католичка базилика св. Марка
- Археолошки музеј у Ираклиону
- Морозини фонтана из 17. в.
- Критски универзитет